# Angelos Chaniotis
Angelos Chaniotis (griechisch Άγγελος Χανιώτης; * 8. November 1959 in Athen) ist ein griechischer Althistoriker und Epigraphiker. Nach Professuren an den Universitäten New York, Heidelberg und Oxford hat er seit 2010 eine Professur am Institute for Advanced Study in Princeton inne. In seinen Forschungen widmet er sich vor allem der hellenistischen Geschichte und der griechischen Epigraphik.

## Leben und Wirken
Angelos Chaniotis studierte von 1978 bis 1982 die Fächer Geschichte, Archäologie und Klassische Philologie an der Universität Athen und von 1982 bis 1984 die Fächer Alte Geschichte, Klassische Archäologie sowie Ur- und Frühgeschichte an der Universität Heidelberg. Im Jahr 1984 wurde er dort bei Fritz Gschnitzer und Géza Alföldy promoviert über das Thema Historie und Historiker in den griechischen Inschriften. Anschließend leistete er von 1984 bis 1986 in Griechenland seinen Militärdienst.
Er war Hochschulassistent (1987–1992) und Hochschuldozent (1992–1994) am Seminar für Alte Geschichte der Universität Heidelberg. Chaniotis habilitierte sich dort 1992 bei Fritz Gschnitzer im Fach Alte Geschichte an der Fakultät für Orientalistik und Altertumswissenschaft mit der Arbeit Ho Kres ton Kreta. Die Verträge zwischen kretischen Städten in hellenistischer Zeit. Von 1994 bis 1998 war er Associate Professor und von 1997 bis 1998 Professor an der New York University. Von 1998 bis 2006 lehrte er an der Universität Heidelberg als Professor für Alte Geschichte, war dort von 2000 bis 2001 Prodekan der Fakultät für Orientalistik und Altertumswissenschaft und vom Oktober 2001 bis Februar 2006 Prorektor unter dem Rektor Peter Hommelhoff, zuständig für Internationale Angelegenheiten. Von 2006 bis 2010 war Senior Research Fellow am All Souls College in Oxford. Seit dem 1. Juli 2010 ist Chaniotis Professor in der School of Historical Studies am Institute for Advanced Study in Princeton, New Jersey. Er war Gastprofessor an der École Pratique des Hautes Études, Section des Sciences Religieuses und von 2010 bis 2013 Gastprofessor für Alte Geschichte an der University of Oxford.
Seine Forschungsschwerpunkte sind vor allem die Geschichte der Institutionen, der Religion und der Gesellschaft im griechischen Osten im Hellenismus und in der Römischen Kaiserzeit, Geschichte von Kreta und die Griechische Epigraphik. Er ist Mitherausgeber des Supplementum Epigraphicum Graecum und von HABES. Er war 2012 mit Unveiling Emotions. Sources and Methods for the Study of Emotions in the Greek World Herausgeber eines Sammelbandes, der aus dem in Oxford angesiedelten Forschungsprojekt The Social and Cultural Construction of Emotions: the Greek Paradigm hervorgegangen ist. Eine der wichtigsten Aufgaben des Projektes war es, die Quellenbasis zur historischen Untersuchung von Emotionen zu erweitern und dazu vor allem Papyri, Inschriften und archäologische Hinterlassenschaften stärker zu berücksichtigen. Zeitlich erstrecken sich die 14 Beiträge vom vierten vorchristlichen Jahrhundert bis in die Spätantike. Chaniotis veröffentlichte 2019 mit Age of Conquests. The Greek World from Alexander to Hadrian eine Überblicksdarstellung zur Geschichte des Hellenismus. Das Werk ging aus Heidelberger Vorlesungen 2001 bis 2006 hervor und erschien ein Jahr später in deutscher Übersetzung. Darin vertritt er die These, dass das Ende des Hellenismus, das gewöhnlich auf das Jahr 30 v. Chr. und den Tod Kleopatras VII. datiert wird, in kultureller und gesellschaftlicher Hinsicht erst in die Herrschaftszeit des Kaisers Hadrian in das 2. Jahrhundert nach Christus falle. Die wichtigsten Ergebnisse seiner langjährigen Forschungen zu Emotionen in der griechischen Kultur bündelte er 2023 in einem schmalen Band. Er ging der Frage nach, wie Emotionen zur „Festigung von Fiktionen, Illusionen und Werten in der Politik, der Gesellschaft und der Religion“ beitrugen.
Für seine Forschungen wurden Chaniotis zahlreiche wissenschaftliche Ehrungen und Mitgliedschaften zugesprochen. Chaniotis ist Mitglied des Deutschen Archäologischen Instituts, der Ernst-Kirsten-Gesellschaft und der Akademie von Athen. Er ist Mitglied im Archaeological Institute of America (seit 1996) und der Heidelberger Akademie der Wissenschaften (seit 2010) sowie ordentliches Mitglied der Academia Europaea (seit 2006), auswärtiges Mitglied der Finnischen Akademie der Wissenschaften (seit 2009) und Mitglied der American Philosophical Society (seit 2023).
Im Jahr 2000 wurde Chaniotis für seine neuen Erkenntnisse in der Geschichtsforschung mit dem Landesforschungspreis Baden-Württemberg ausgezeichnet. Im Jahr 2014 verlieh ihm der Präsident der Hellenischen Republik den Phönix-Orden (Kommandeur). Von der Alexander-von-Humboldt-Stiftung erhielt er 2015 den Anneliese-Maier-Forschungspreis. Ihm wurden Ehrendoktorwürden der Ionischen Universität (2019), Aristoteles-Universität Thessaloniki (2018), Université de Liège (2016), Internationale Hellenische Universität (2012) verliehen.

## Schriften (Auswahl)
Monographien
- Historie und Historiker in den griechischen Inschriften. Epigraphische Beiträge zur griechischen Historiographie (= Heidelberger Althistorische Beiträge und Epigraphische Studien. Bd. 4). Steiner, Stuttgart 1988, ISBN 3-515-04946-0 (Zugleich: Heidelberg, Universität, Dissertation, 1984).
- Die Verträge zwischen kretischen Poleis in der hellenistischen Zeit (= Heidelberger Althistorische Beiträge und Epigraphische Studien. Bd. 24). Steiner, Stuttgart 1996, ISBN 3-515-06827-9 (Zugleich: Heidelberg, Universität, Habilitations-Schrift, 1992).
- Das antike Kreta (= Beck’sche Reihe. Bd. 2350). Beck, München 2004, ISBN 3-406-50850-2.
- War in the Hellenistic World. A Social and Cultural History. Blackwell, Malden MA u. a. 2005, ISBN 0-631-22608-7.
- Θεατρικότητα καὶ δημόσιος βίος στὸν ἑλληνιστικὸ κόσμο. Πανεπιστημιακές Εκδόσεις Κρήτης, Ηράκλειο 2009, ISBN 978-960-524-278-7.
- Age of Conquests. The Greek World from Alexander to Hadrian. Harvard University Press, Cambridge, Massachusetts 2018, ISBN 978-0-674-65964-3.
  - deutsche Übersetzung: Die Öffnung der Welt. Eine Globalgeschichte des Hellenismus. Aus dem Englischen übersetzt von Martin Hallmannsecker. wbg Theiss, Darmstadt 2019, ISBN 978-3-8062-3993-5.
- Emotionen und Fiktionen. Gefühle in Politik, Gesellschaft und Religion der griechischen Antike. wbg Theiss, Darmstadt 2023, ISBN 978-3-8062-4489-2.

Herausgeberschaften
- From Minoan farmers to Roman traders. Sidelights on the economy of ancient Crete (= Heidelberger Althistorische Beiträge und Epigraphische Studien. Bd. 29). Steiner, Stuttgart 1999, ISBN 3-515-07621-2.
- Ἔργα και ημέρες στὴν Κρήτη. Απο την προϊστορία στο μεσοπόλεμο. Πανεπιστημιακές Εκδόσεις Κρήτης, Ηράκλειο 2000, ISBN 960-524-087-4.
- mit Pierre Ducrey: Army and power in the ancient world (= Heidelberger Althistorische Beiträge und Epigraphische Studien. Bd. 37). Steiner, Stuttgart 2002, ISBN 3-515-08197-6.
- mit Anika Kuhn, Christina Kuhn: Applied classics. Comparisons, constructs, controversies (= Heidelberger Althistorische Beiträge und Epigraphische Studien. Bd. 46). Steiner, Stuttgart 2009, ISBN 978-3-515-09430-6.
- mit Amina Kropp, Christine Steinhoff: Überzeugungsstrategien (= Heidelberger Jahrbücher. Bd. 52). Springer, Berlin u. a. 2009, ISBN 978-3-540-88646-4.
- Unveiling Emotions III. Arousal, Display, and Performance of Emotions in the Greek World (= Heidelberger Althistorische Beiträge und Epigraphische Studien. Bd. 63). Franz Steiner Verlag, Stuttgart 2021, ISBN 978-3-515-12950-3.